# Огромный рост
«Огромный рост» (англ. Growing the Big One) — американский комедийный фильм режиссёра Марка Гриффитса 2010 года с Шеннен Доэрти в главной роли.
Премьера состоялась 10 сентября 2010 года в России.

## Сюжет
Главная героиня Эмма Сильвер работает на радио, но после смерти дедушки решается уйти с любимой работы и вернуться на ферму, где когда-то прошло её детство. Но вспомнить свои молодые счастливые годы и вновь насладиться этим чувством теперь, ей мешает известие о том, что из-за возникших долгов ферму хотят забрать в качестве расплаты. Шанс на спасение видится в конкурсе, который устраивается ежегодно, на самую большую выращенную тыкву. Победитель получит денежный приз, который Эмме мог бы очень помочь сохранить семейную память.
Эмма соглашается на участие в конкурсе, ведь её ждет и другой приз — знакомство с соседом, красавчиком Сетом.

## В ролях
- Шеннен Доэрти — Эмма Сильвер
- Каван Смит — Сет
- Аарон Перл — Бобби Эллис
- Эйприл Телек — Мэри
- Стефани Белдинг — Бетти
- Кит МакКечни — Расселл
- Ральф Дж. Олдермен — Хэнк
- Долорес Дрэйк — Кэрол
- Сара-Джейн Редмонд — Кейт

## Интересные факты
- В основу фильма лег рассказ писательницы Дайан Меттлер.
- Съёмки проходили в Канаде.
- На главную мужскую роль был утвержден актёр Каван Смит, канадец по происхождению.
- Россия опередила другие страны в премьере фильма — у нас он был показан по телевидению раньше остальных.

## Мировой релиз
- США — 23 октября 2010 года
- Франция — 2 ноября 2010 года
- Канада — 20 декабря 2010 года